# Frank Verleyen
Frank Verleyen (* 26. Februar 1963 in Antwerpen; † 28. Mai 2019) war ein belgischer Radrennfahrer und nationaler Meister im Radsport.

## Sportliche Laufbahn
Verleyen war im Straßenradsport und im Bahnradsport aktiv. Er war Teilnehmer der Olympischen Sommerspiele 1984 in Los Angeles. Im olympischen Straßenrennen schied er aus.
Verleyen gewann die Amateurausgaben von Paris–Roubaix und der Flandern-Rundfahrt sowie den Kattekoers 1983. In der Belgien-Rundfahrt für Amateure gelang ihm 1984 ein Etappensieg.
Im Bahnradsport holte Verleyen die nationalen Titel in der Mannschaftsverfolgung (mit Marc Sprangers, Guido Van Meel und Luc De Meulenaere) sowie im Dernyrennen 1983. 1982 wurde er Vize-Meister in der Mannschaftsverfolgung.
1985 startete Verleyen als Berufsfahrer und blieb bis 1990 als Radprofi aktiv. Im Schaal Sels Merksem, im Omloop van het Waasland und in der Ronde van Friesland war er 1986 erfolgreich. 1987 gewann er eine Etappe in der Mittelmeer-Rundfahrt. Im Giro d’Italia 1987 schied er aus. 1986 wurde er Zweiter im Dwars door West-Vlaanderen und Dritter im Gullegem Koerse.